# Lilong (Thoubal)
Lilong (Thoubal) é uma cidade e uma nagar panchayat no distrito de Thoubal & Imphal West, no estado indiano de Manipur.

## Demografia
Segundo o censo de 2001, Lilong (Thoubal) tinha uma população de 20,267 habitantes. Os indivíduos do sexo masculino constituem 50% da população e os do sexo feminino 50%. Lilong (Thoubal) tem uma taxa de literacia de 58%, inferior à média nacional de 59.5%: a literacia no sexo masculino é de 69% e no sexo feminino é de 47%. Em Lilong (Thoubal), 22% da população está abaixo dos 6 anos de idade.